# 로버트 머더웰
로버트 머더웰(Robert Motherwell, 1915년 1월 24일 ~ 1991년 7월 16일)은 미국의 화가이다. 미국 워싱턴주 애버딘에서 출생하였다. 오티스 미술연구소, 캘리포니아 미술학교에서 미술을 배웠으며, 스탠포드 대학에서 철학을 전공하였고 하버드 대학 대학원, 그르노블 대학, 컬럼비아 대학 대학원을 나왔다. 1941년 손에서 놓은 회화를 다시 그리기 시작하였다. 그는 쉬르레알리슴에 감화되어 오토마티슴의 실험을 꾀하였다. 그 후에는 일정하지 않은 추상형태를 뜯어 맞추어서 추상표현주의적인 작품을 전개하였다. 그의 대표적인 작품으로는 연작 <에스파냐 공화국에 대한 애가(哀歌)>가 있고 이론가로서도 활약하였다. 1991년 7월 16일 메사추세츠주 프로빈스타운에서 사망하였다.